# 今明秀
今 明秀（こん あきひで、1958年11月13日 - ）は、日本の医師。専門は、救急医学、集中治療医学、外傷外科学、一般外科学。
八戸市立市民病院事業管理者。元八戸市立市民病院院長・救命救急センター所長。

## 人物
外科医として青森県内の地域医療に従事した後に、救急医療の道に進む。八戸市立市民病院救命救急センター所長就任後は、救急医1人だけの状況から、初療・緊急手術・集中治療・一般病棟・リハビリテーションまでを軽症重症を問わずを救急医が一貫して受け持つ新しいシステムを有する救急医療体制を確立する。同院にドクターヘリとドクターカーといった病院前救急診療を導入し、劇的救命を目標に重篤な患者の命を救うことにチーム一丸となって取り組み、青森県の救急医療を大きく進歩させた。同院の院長就任後の現在は、救命救急センター所長は退任したが、院長業務の傍らフライトドクターや救急診療を続けている。更に、2023年院長から事業管理者となるも、フライトドクターや救急診療を続けており、CEOでフライトドクターは世界初とのことである。。

## 略歴
- 1958年11月：青森県青森市生まれ[4]
- 1977年3月：青森県立青森高等学校卒業[5]
- 1983年3月：自治医科大学医学部卒業[1]
- 1983年4月：青森県立中央病院研修医[1]
- 1985年：倉石村国保診療所診療所長[1]
- 1986年：公立野辺地病院外科[1]
- 1988年：六戸町国保病院外科[1]
- 1990年：青森県立中央病院外科[1]
- 1991年：国保大間病院外科副医長[1]
- 1993年：公立野辺地病院外科副医長[1]
- 1998年：日本医科大学救急医学教室入局[1]
- 1998年：川口市立医療センター救命救急センター[1]
- 2004年：八戸市立市民病院救命救急センター所長[1]
- 2011年：八戸市立市民病院副院長・救命救急センター所長[1]
- 2017年：八戸市立市民病院院長[1]
- 2023年：八戸市立市民病院事業管理者[1]

## テレビ出演
- 情熱大陸（2018年5月28日、TBS）
- ヒポクラテスの誓い（2016年9月28日、BS-TBS）
- プロフェッショナル仕事の流儀（2019年4月9日、NHK）